# Breitensteinia hypselurus
Breitensteinia hypselurus är en fiskart som beskrevs av Ng och Siebert, 1998. Breitensteinia hypselurus ingår i släktet Breitensteinia och familjen Akysidae. Inga underarter finns listade.